# Ultamatix
Ultamatix est un outil qui automatise l'ajout d'applications, codecs, les polices et les bibliothèques pas fourni directement par le logiciel dépôts d'Ubuntu.

## Histoire
Depuis le développement de Automatix a pris fin, Ultamatix a été élaboré, sur la base de Automatix, utilisateur de fournir un moyen simple d'installer le logiciel sur leurs systèmes d'Ubuntu.

## logiciels disponibles
Ultamatix permet actuellement la facilité d'installation de 101 différents programmes et fonctions, y compris les programmes tels que le plug-in Flash, Adobe Reader, codecs multimédia (y compris MP3, Windows Media Audio et vidéo-DVD soutien), les polices de caractères, logiciel de programmation (compilateurs) et les jeux.